# Premijer ŽNL Virovitičko-podravska
Premijer ŽNL Virovitičko-podravska je liga petog stupnja nogometnih natjecanja u Hrvatskoj. Svoje prvo izdanje ima u sezoni 2023./24. te predstavlja prvi stupanj županijske lige u Virovitičko-podravskoj županiji.

## Sustav natjecanja
U ovoj ligi prvoplasirani klub prelazi u viši rang, 4. NL Bjelovar – Koprivnica – Virovitica, ako ispunjava regulacije, dok posljednja dva ispadaju u 1. ŽNL. Klubovi koji nastupaju u ovoj ligi su s područja Virovitičko-podravske županije. 
 Za sezonu 2024./25. je ukinuta 4. NL Bjelovar – Koprivnica – Virovitica, te je viša liga postala 3. NL – Sjever, a Premijer liga je postala ligom petog stupnja. 

## Aktualni klubovi
Liga je nastala od dotadašnjih članova 1. ŽNL Virovitičko-podravske sezone 2022./23., a 1. ŽNL Virovitičko-podravska je nastavila biti ligom sedmog stupnja.

## Dosadašnji prvaci
| sezona    | rang | klubova | pobjednik       |
| --------- | ---- | ------- | --------------- |
| 2023./24. | VI.  | 14      | Mladost Čačinci |
| 2024./25. | V.   | 13 (14) | Mladost Čačinci |

## Vanjske poveznice
- (engl.) sofascore.com, Premijer ŽNL Virovitičko-Podravska